# Chrysopsidinae
Chrysopsidinae es una subtribu perteneciente a la subfamilia Asteroideae dentro de las asteráceas.

## Descripción
Las especies de esta subtribu tiene un ciclo biológico anual, bienal o perenne y son arbustos que alcanzan un tamaño de 200 cm de altura (Heterotheca). La parte subterránea del tallo es una raíz principal (o incluso un rizoma) con raíces secundarias a veces puede ser casi leñosa. Los tallos son erectos, ascendentes o postrados; pueden ser simples o ramificados. El indumento es glabro , nervudo, de lana o tipo aracnoides (Chrysopsis mariana (L.) Elliott), y en algunos casos puede ser densamente glandular. Las hojas se dividen en basales y caulinares. Típicamente, las hojas son sésiles (Chrysopsis - Croptilon) o pecioladas (Heterotheca) con 1 a 3 nervios superficiales o 3 a 11 nervios paralelos (Pityopsis), toda la lámina (a veces ondulado) con ápices agudos. La superficie puede ser glabra o pilosa con pelos erizados. Las hojas basales están dispuestas en rosetas. La forma de la lámina es espatulada para oblanceolada  Los bordes son enteros o posiblemente dentadas hacia el ápice. Las hojas caulinares lo largo del tallo están dispuestas de una manera alterna. La lámina es progresivamente más lineal. La inflorescencia de tipo único o corimboso o paniculado (con forma de mazorca) se componen de cabezas que consisten en un tallo que soporta una carcasa compuesta de varias escalas que sirven como protección para el receptáculo en el que se encuentran dos tipos de flores: las flores externas liguladas, y las flores centrales tubulares. Los tallos son largos y desnudos a veces. Las flores liguladas son femeninas y fértiles; en Chrysopsis son de 9 a 36 con corolas amarillas; en Croptilon son de 30 a 50 con corolas de color amarillo brillante a amarillo naranja; en Heterotheca son de 4 a 30 (están ausentes en los especies Heterotheca oregona (Nutt.) Shinners) con corolas amarillas; en Pityopsis es de 8 a 35 con corolas amarillas. Las flores tubulares son hermafroditas y fértiles con la parte terminal con 5 lóbulos de corolas amarillas; en Chrysopsis son de 25 a 90; en Croptilon son 6 a 108; en Heterotheca son de 9 a 110; en Pityopsis son de 15 a 60. Las frutas son aquenios con vilanos.

## Distribución
Las especies de este grupo son todos típicas del continente americano.

## Géneros
La subtribu comprende 7 géneros con unas 70 especies.
- Chrysopsis (Nutt.) Elliott, 1824 (unas 11 spp.)
- Croptilon Raf., 1836  (3 spp.)
- Heterotheca Cass., 1817 (unas 25 – 30 spp.)
- Noticastrum DC., 1836 (unas 19 spp.)
- Osbertia Greene, 1895 (3 spp.)
- Pityopsis Nutt., 1840 (unas 7 spp.)
- Tomentaurum G.L. Nesom, 1991 (2 sp.)

## Galería con algunas especies

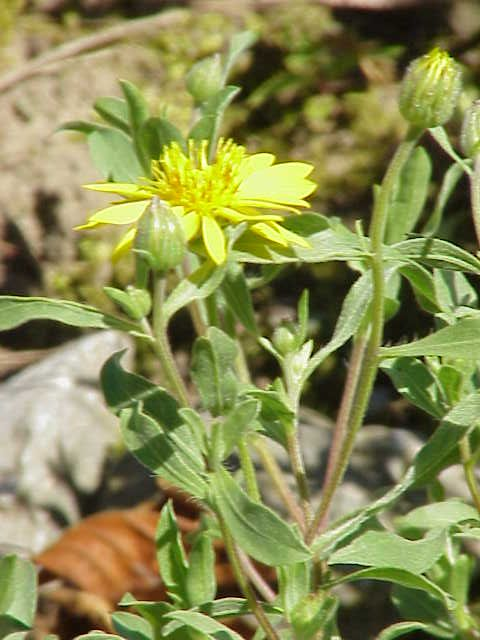
Heterotheca villosa
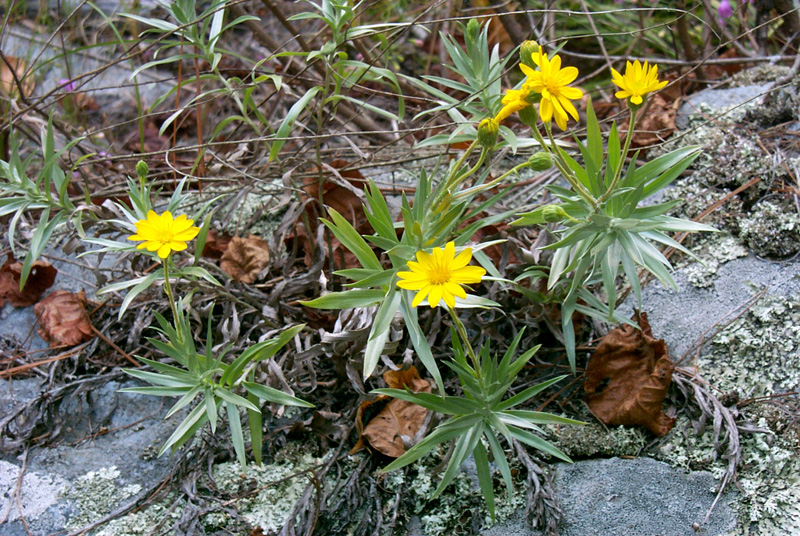
Pityopsis ruthii
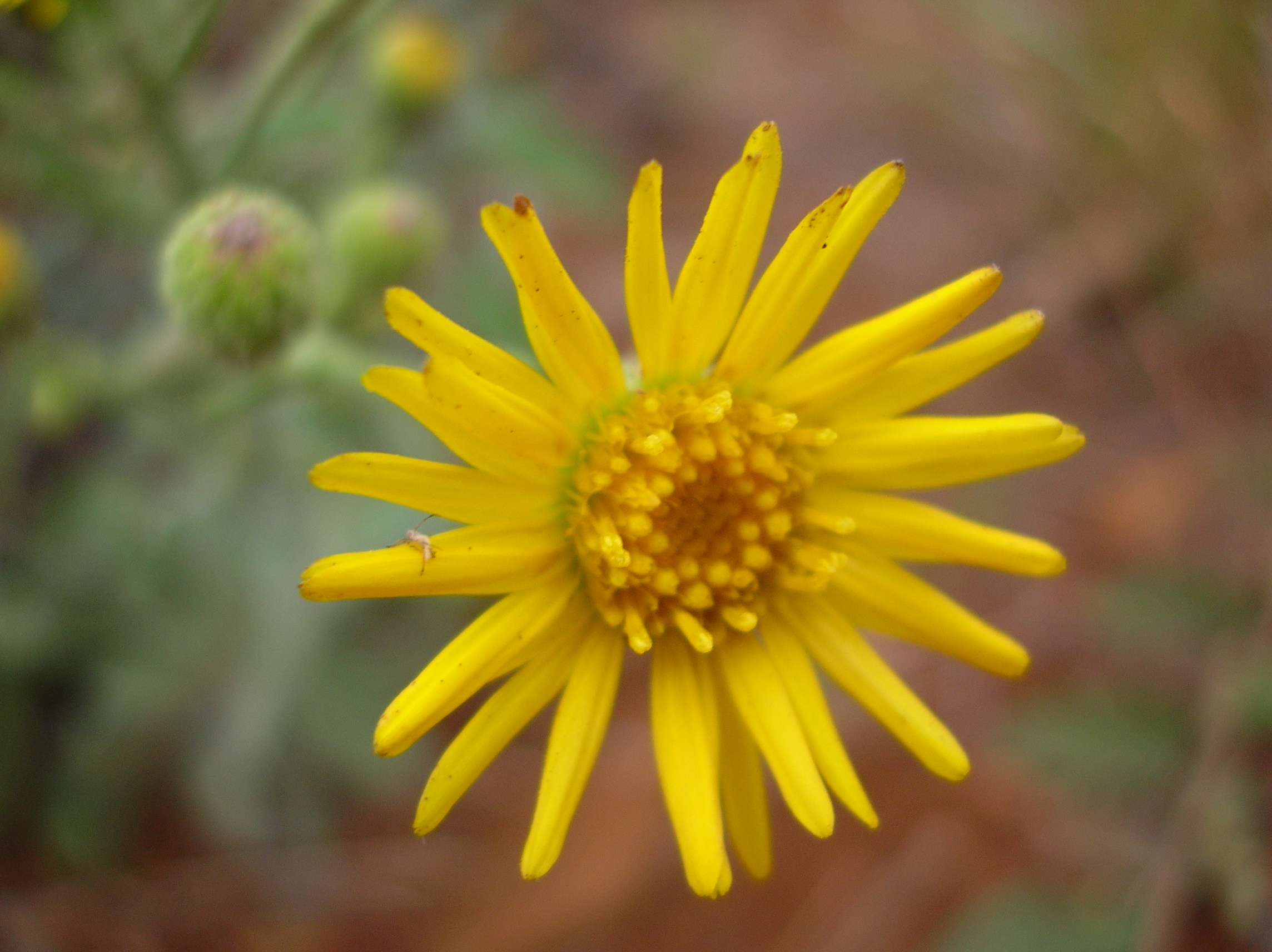
Heterotheca grandiflora
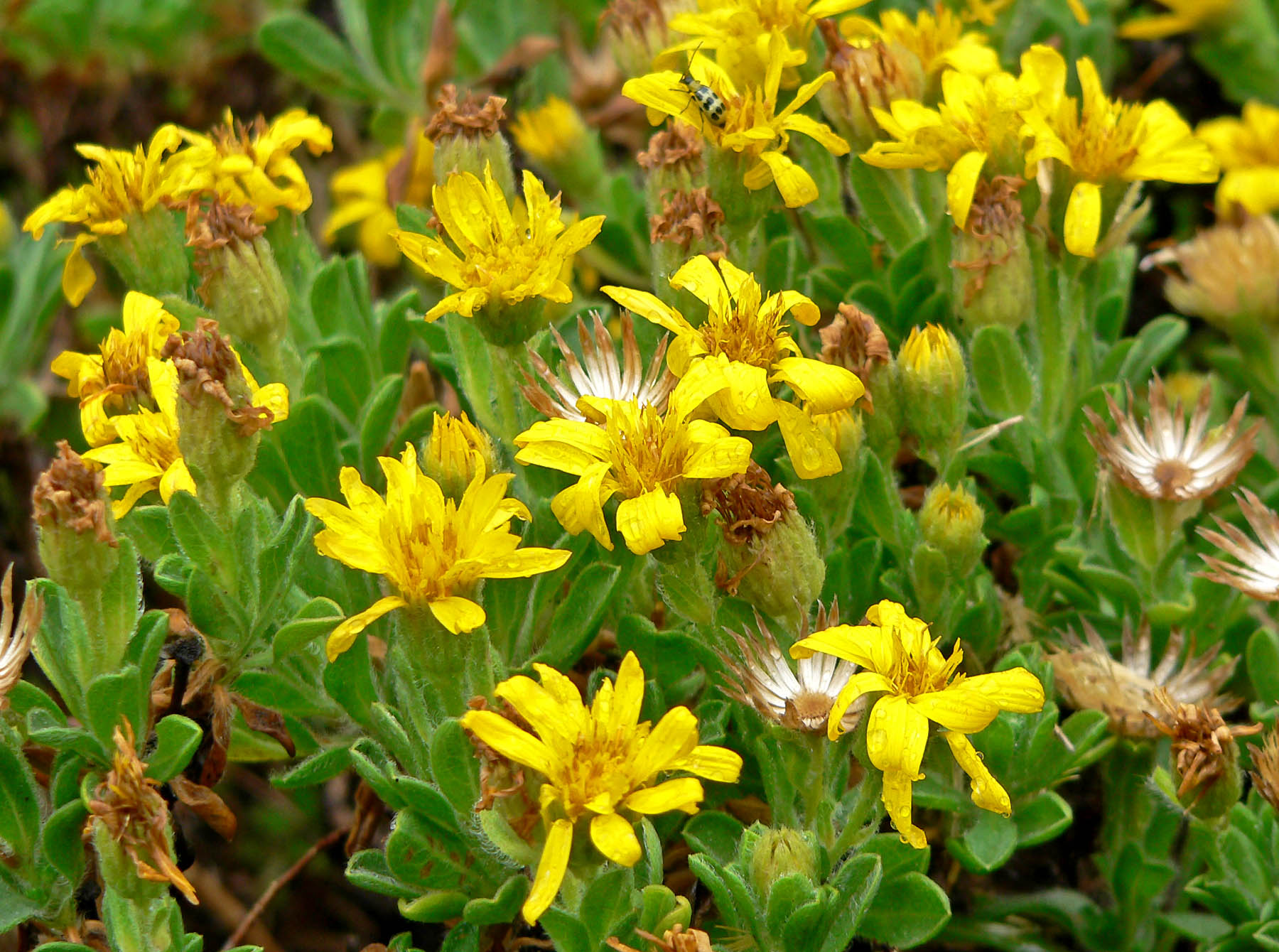
Heterotheca sessiliflora
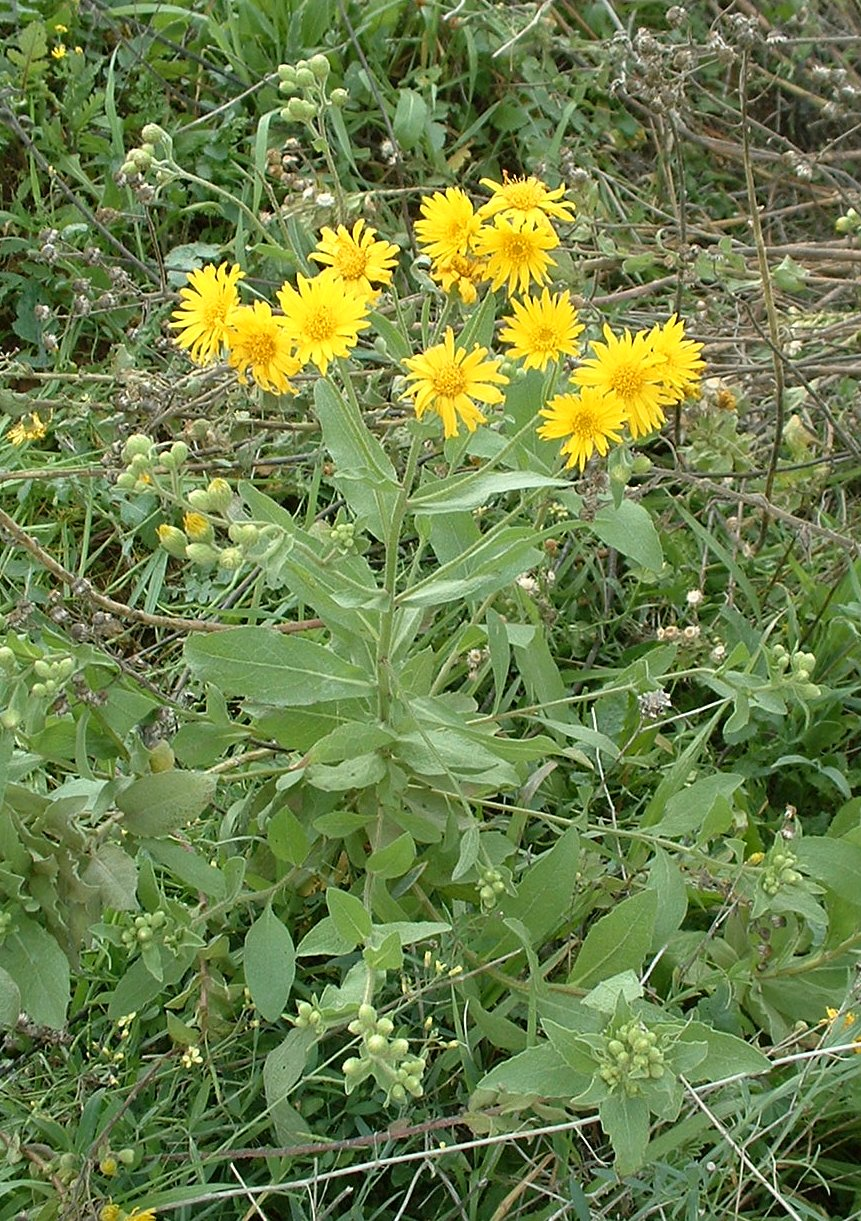
Heterotheca subaxillaris
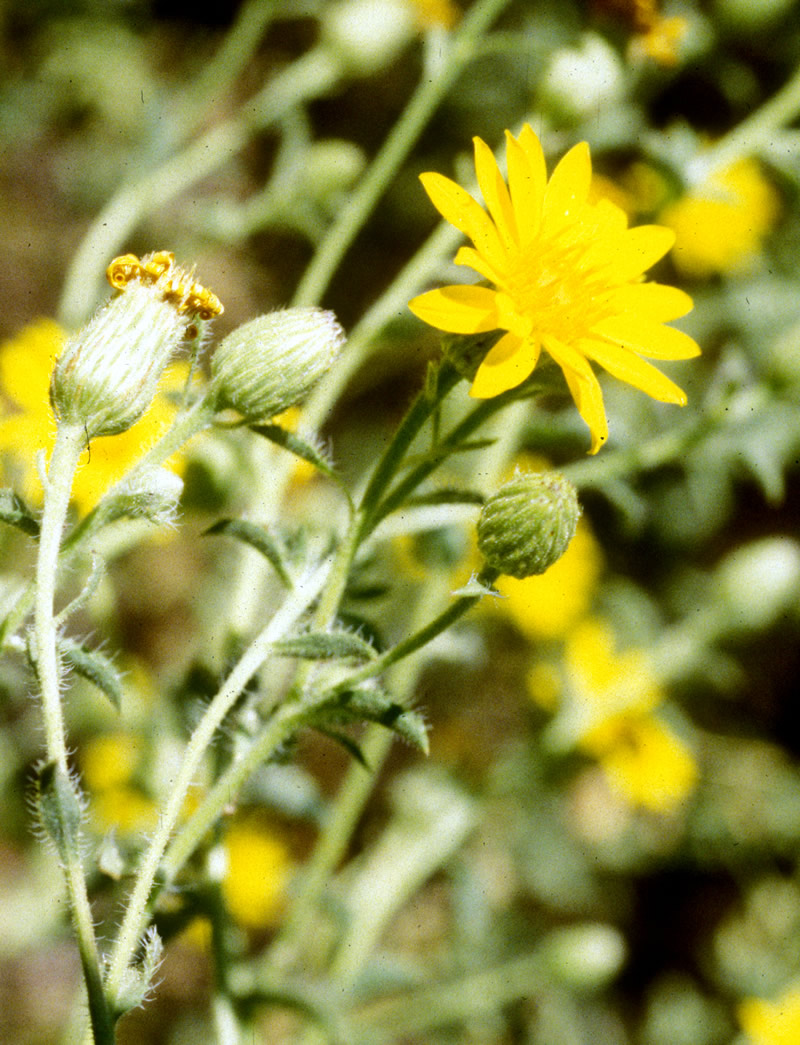
Heterotheca shevockii